# Ângulo de incidência (aerodinâmica)

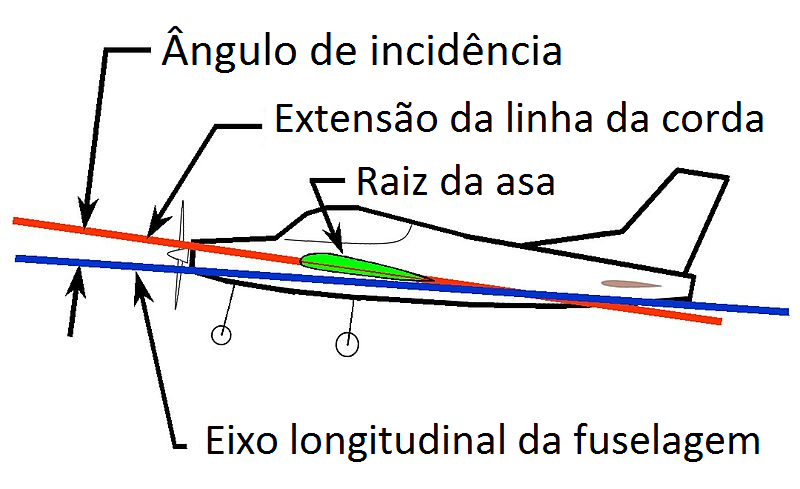
Ângulo de incidência de uma asa em uma aeronave

Em aeronaves de asa fixa, o ângulo de incidência (por vezes referido como o ângulo de montagem) é o ângulo entre a linha da corda da asa, onde a asa é montada na fuselagem, e um eixo de referência ao longo da fuselagem (muitas vezes é a direção de arrasto mínimo, ou, quando aplicável, o eixo longitudinal). O ângulo de incidência é fixado no projeto da aeronave e, com raras exceções, não pode ser alterado em voo.
O termo também pode ser aplicado em superfícies horizontais em geral (tais como canards ou estabilizadores horizontais), considerando o ângulo que eles fazem em relação ao eixo longitudinal da fuselagem.
A linha da corda da asa tem um ângulo com o eixo longitudinal (ou eixo de rolagem) da aeronave. As asas são normalmente instaladas com um pequeno ângulo de incidência positivo, para permitir que a fuselagem tenha uma pequena angulação em relação ao fluxo de ar durante o vôo em cruzeiro. Ângulos de incidência de cerca de 6° são comuns na maioria das aeronaves da aviação geral. Outros termos para o ângulo de incidência, neste contexto, são ângulo rigger ou ângulo de incidência rigger. Ele não deve ser confundido com o ângulo de ataque, que é o ângulo da corda da asa em relação ao fluxo de ar. Note que existe certa ambiguidade nessa terminologia, pois alguns textos de engenharia que se concentram exclusivamente no estudo de aerofólios podem usar esse termo quando se referem ao ângulo de ataque. O uso do termo "ângulo de incidência" para se referir ao ângulo de ataque ocorre principalmente no meio Britânico.
Algumas aeronaves possuem ângulos de incidência diferentes nas asas, para compensar a influência do torque do motor em voo de cruzeiro.